# Харіхаралайя
Харіхарала́я (кхмер. ហរិហរាល័យ) — стародавнє місто, одна з чотирьох столиць Кхмерської імперії. Місто було засновано Джаяварманом II. Нині на тій території розташовано камбоджійське місто Ролуох.